# Mërgim Berisha
Mërgim Berisha (Berchtesgaden, 11 de mayo de 1998) es un futbolista alemán que juega de delantero en el TSG 1899 Hoffenheim de la 1. Bundesliga.

## Trayectoria
Berisha comenzó su carrera deportiva en el FC Liefering en 2014, dando el salto al Red Bull Salzburgo en 2017, con el que debutó como profesional el 3 de abril, en un partido de la Bundesliga de Austria frente al SC Rheindorf Altach.
Durante la temporada 2017-18 fue cedido al LASK Linz, mientras que en 2018 fue cedido al 1. FC Magdeburgo.
En la temporada 2019-20 volvió a salir cedido, en esta ocasión al SC Rheindorf Altach.
En 2020 regresó al Salzburgo, debutando en la Liga de Campeones de la UEFA el 21 de octubre, en un partido frente al FC Lokomotiv Moscú, que terminó con empate a dos. Una semana después marcó su primer gol en la Champions, en la derrota de su equipo por 3-2 frente al Atlético de Madrid.

## Selección nacional
El 17 de marzo de 2023 fue convocado por primera vez con la selección de Alemania para dos amistosos contra Perú y Bélgica. Debutó el día 25 ante los peruanos jugando el último cuarto de hora.

## Clubes
| Club                         | País     | Año       |
| ---------------------------- | -------- | --------- |
| F. C. Liefering              | Austria  | 2014-2017 |
| Red Bull Salzburgo           | Austria  | 2017-2021 |
| LASK Linz (cedido)           | Austria  | 2017-2018 |
| 1. F. C. Magdeburgo (cedido) | Alemania | 2018      |
| SC Rheindorf Altach (cedido) | Austria  | 2019-2020 |
| Fenerbahçe S. K.             | Turquía  | 2021-2023 |
| F. C. Augsburgo (cedido)     | Alemania | 2022-2023 |
| F. C. Augsburgo              | Alemania | 2023      |
| TSG 1899 Hoffenheim          | Alemania | 2023-     |
| F. C. Augsburgo (cedido)     | Alemania | 2025      |

## Palmarés

### Títulos nacionales
| Título          | Club               | País    | Año  |
| --------------- | ------------------ | ------- | ---- |
| Copa de Austria | Red Bull Salzburgo | Austria | 2021 |
| Bundesliga      | Red Bull Salzburgo | Austria | 2021 |

### Títulos internacionales
| Título                  | Club               | Sede  | Año  |
| ----------------------- | ------------------ | ----- | ---- |
| Liga Juvenil de la UEFA | Red Bull Salzburgo | Suiza | 2017 |